# Ellen Muth
Ellen Anna Muth (Milford, 6 maart 1981) is een Amerikaans actrice. Ze speelde onder meer de hoofdrol in de televisieserie Dead Like Me, waarvoor ze genomineerd werd voor een Saturn Award en een Golden Satellite Award.

## Biografie
Nadat ze als tiener modellenwerk had gedaan (onder andere bij Ford Models), besloot ze een carrière als actrice na te streven. Om dat te bereiken schreef ze zich in bij het Lee Strasberg Theatre and Film Institute in New York. In haar eerste ervaring met professioneel acteren deed ze op met een optreden in een reclamefilmpje. In 1995 begon voor haar het echte werk. Op het Japans Filmfestival van 1995 werd ze gekozen tot de beste bijrol-actrice in haar filmdebuut in Dolores Claiborne. Na enkele bijrollen in de televisieserie Law & Order kreeg ze uiteindelijk een hoofdrol in de televisieserie Dead Like Me. Ook speelde ze in 2009 in de filmversie van de televisieserie: Dead Like Me: Life After Death. Ellen Muth is lid van Mensa en Intertel, vereniging voor hoogbegaafden.

## Filmografie
| Jaar       | Film/Show                               | Rol                    | Aantekeningen                           |
| ---------- | --------------------------------------- | ---------------------- | --------------------------------------- |
| 1995       | Dolores Claiborne                       | Jonge Selena           |                                         |
| 1997       | Law & Order                             | Adele Green            | Televisieserie, afl. "Thrill"           |
| 1998       | Only Love                               | Rachel                 |                                         |
| 1999       | The Young Girl and the Monsoon          | Constance              |                                         |
| 2000       | The Truth About Jane                    | Jane                   |                                         |
| 2000       | Cora Unashamed                          | Jessie Studevant, 18jr |                                         |
| 2000       | The Beat                                | Jacqueline Hutchinson  | Televisieserie, afl. "The Beat Goes On" |
| 2000       | Law & Order: Special Victims Unit       | Elaine Harrington      | Televisieserie, afl. "Chat Room"        |
| 2000       | Normal, Ohio                            | Dana le Tour           | Televisieserie, afl. "Pilot"            |
| 2001       | A Gentleman's Game                      | Mollie Kildruff        |                                         |
| 2001       | Rain                                    | Jenny                  |                                         |
| 2002       | Superfire                               | Jill Perkins           |                                         |
| 2002       | Two Against Time                        | Emma Portman           |                                         |
| 2003- 2004 | Dead Like Me                            | Georgia "George" Lass  | Televisieserie                          |
| 2007       | Tofu the Vegan Zombie in Zombie Dearest | Addie Vost (stemrol)   | Animatie                                |
| 2008       | Jack N Jill                             | Jill                   | Korte dramafilm                         |
| 2009       | Dead Like Me, The Movie                 | Georgia 'George' Lass  | Direct-naar-dvd                         |

- Bibliothèque nationale de France: cb15546033z (data)
- Gemeinsame Normdatei: 1018306048
- International Standard Name Identifier: 0000 0000 7847 3255
- Library of Congress Control Number: no00100562
- Istituto Centrale per il Catalogo Unico: RAVV381770
- Virtual International Authority File: 17536543
- WorldCat: E39PBJdRxr9Gb3YppBGxTFPmh3